# Vendone
Vendone ( Vendùn in ligure) è un comune italiano di 334 abitanti della provincia di Savona in Liguria.

## Geografia fisica
Il territorio di Vendone è situato in valle Arroscia, sulla riva sinistra del torrente omonimo, sulle pendici sud-occidentali del Castell'Ermo a circa 400 m di altitudine. Gli altri nuclei si sviluppano lungo la valle del rio Merce e sul versante sinistro della valle del rio Paraone.

## Storia

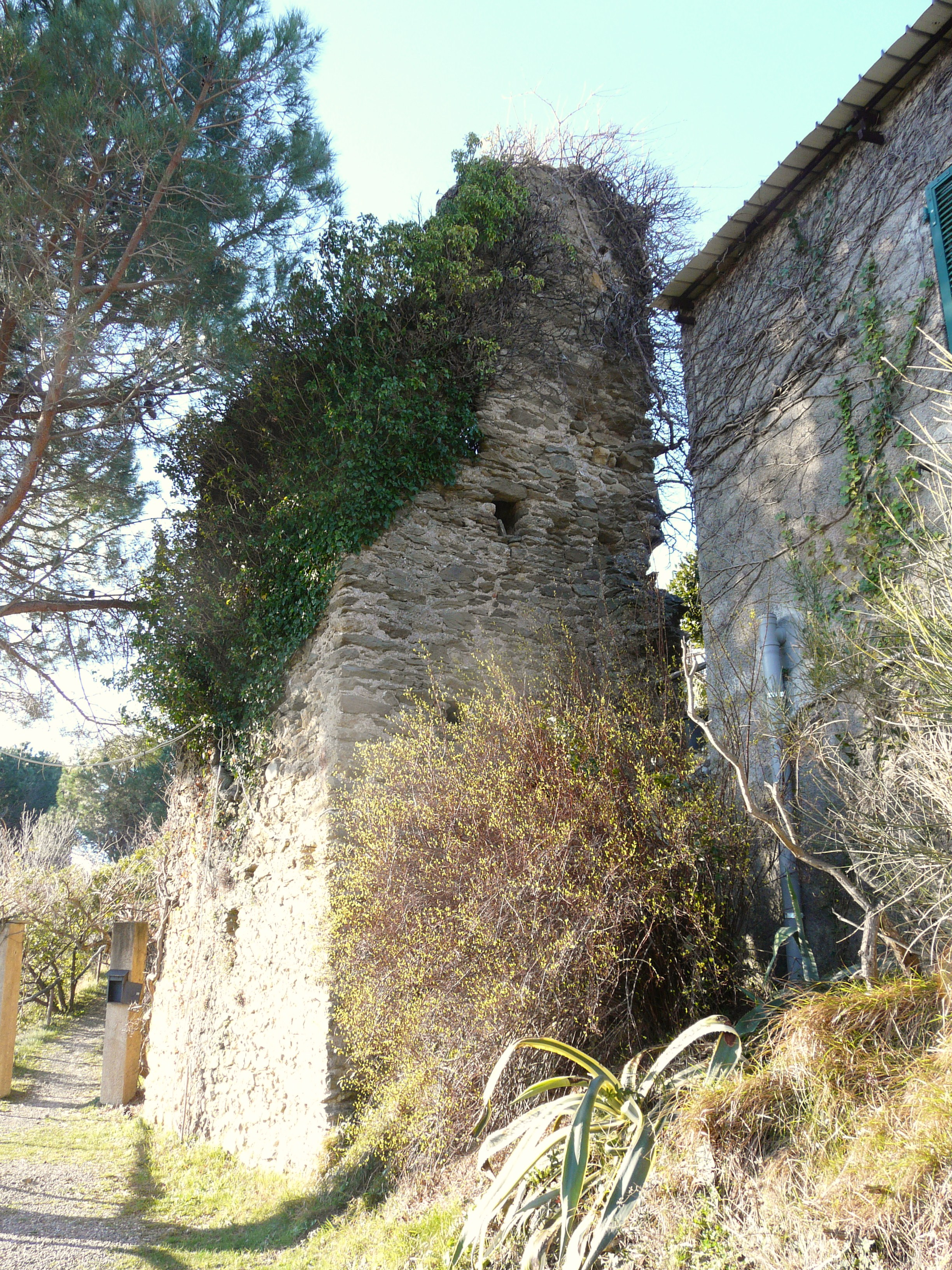
I ruderi della fortificazione presso la frazione di Castellaro

Il borgo fu compreso originariamente nella Marca Arduinica e a tale dominazione risalirebbero l'edificazione di due postazioni difensive nel territorio di Vendone: qualche avamposto contro le prime invasioni piratesche sulla costa, ma che colpirono anche diversi centri della piana di Albenga. Al non più esistente castello presso le pendici del monte Castell'Ermo, è ancora visibile invece ciò che resta della fortificazione presso la frazione di Castellaro, dove tra i ruderi svetta la torre esagonale.
L'amministrazione del feudo vendonese fu gestita da locali signori o del territorio - tra questi i Della Lengueglia, i Basso e i Carlo - e analoga scelta fu attuata dal Comune di Albenga nei primi anni del XIV secolo quando, dopo aver reclamato il borgo già nel 1251, subentrò alla proprietà di Vendone dopo la vendita da parte dei marchesi di Clavesana.
Il territorio di Vendone in epoca medievale e moderna fu quindi riunito in un'unica circoscrizione amministrativa facente capo alle autorità e alle leggi del comune albenganese, all'interno della Repubblica di Genova.
Con la successiva dominazione napoleonica il territorio di Vendone acquisì una propria autonomia amministrativa rispetto alla municipalità ingauna rientrando dal 2 dicembre 1797 nel Dipartimento del Letimbro, con capoluogo Savona, all'interno della Repubblica Ligure. Dal 28 aprile del 1798 fece parte del V cantone, con capoluogo Onzo, della Giurisdizione di Centa e dal 1803 centro principale del IV cantone della Centa nella Giurisdizione degli Ulivi. Annesso al Primo Impero francese dal 13 giugno 1805 al 1814 venne inserito nel Dipartimento di Montenotte.
Nel 1815 fu inglobato nella provincia di Albenga del Regno di Sardegna, così come stabilì il Congresso di Vienna del 1814, e successivamente nel Regno d'Italia dal 1861. Dal 1859 al 1926 il territorio fu compreso nel I mandamento di Albenga del circondario di Albenga facente parte della provincia di Genova; nel 1927 con la soppressione del circondario ingauno passò, per pochi mesi, nel circondario di Savona e, infine, sotto la neo costituita provincia di Savona.
Dal 1973 al 31 dicembre 2008 ha fatto parte della Comunità montana Ingauna e, con le nuove disposizioni della Legge Regionale nº 24 del 4 luglio 2008, fino al 2011 della Comunità montana Ponente Savonese.
Dal 2014 al 2024 ha fatto parte dell'Unione dei comuni della vite e dell'ulivo.

### Simboli
Stemma
Gonfalone

Lo stemma e il gonfalone sono stati concessi con il decreto del presidente della Repubblica del 12 settembre 2005.

## Monumenti e luoghi d'interesse

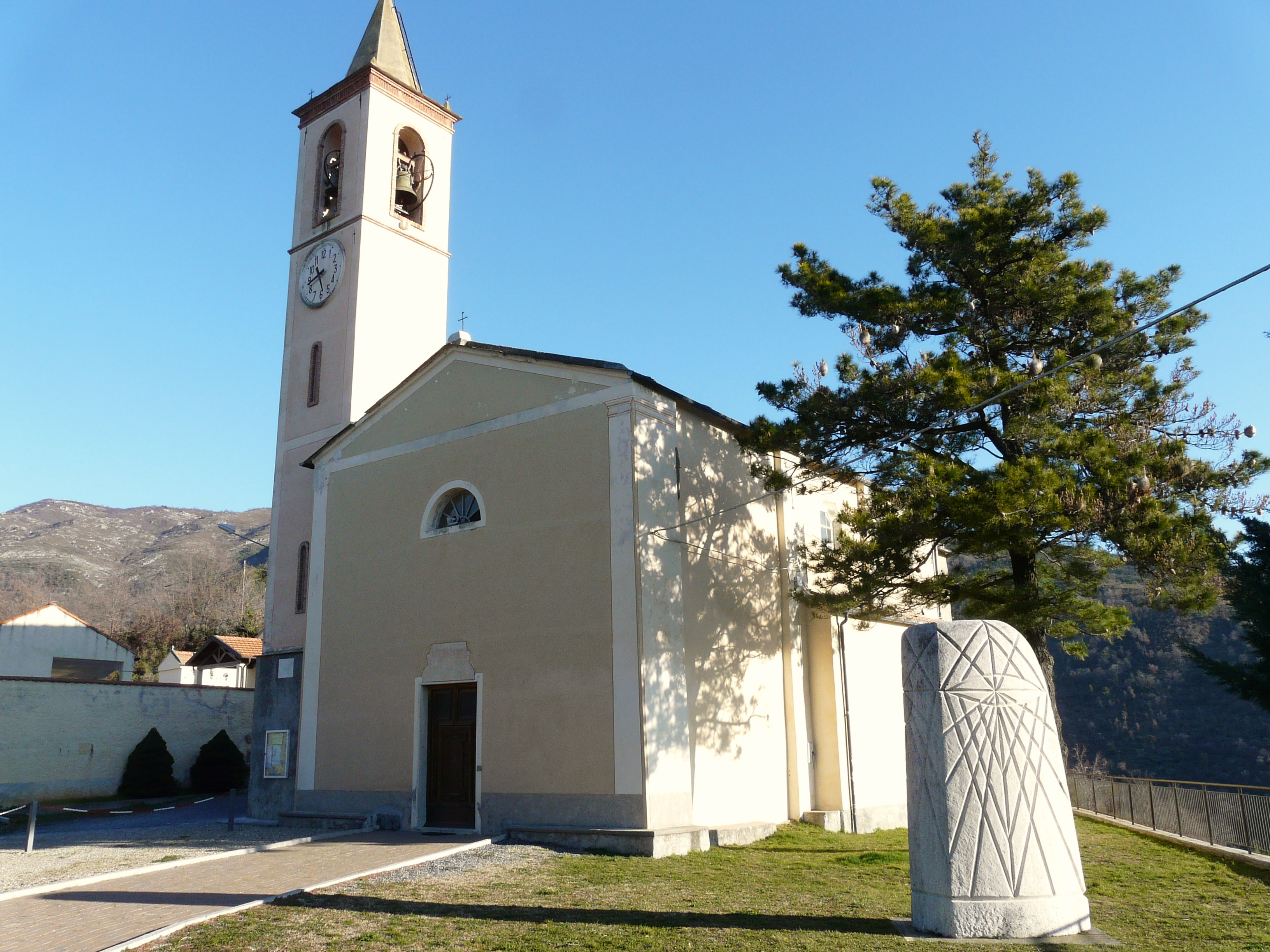
La chiesa parrocchiale di Sant'Antonino nel capoluogo

### Architetture religiose
- Chiesa parrocchiale di Sant'Antonino nel capoluogo.
- Oratorio di San Lorenzo nel capoluogo.
- Chiesa parrocchiale di Nostra Signora della Neve nella frazione di Curenna.
- Santuario di San Calocero, sul versante meridionale del monte Peso Grande.

### Architetture militari
Nella frazione di Castellaro si possono ammirare i ruderi dell'antico castello medievale eretto dai marchesi Clavesana, costruito in forme triangolari e con torre esagonale - alta 25 m e consta da ciottoli di fiume e conci di pietra di Cisano - ancora oggi conservata.
Nella parte più alta della frazione di Curenna fu invece il Comune di Albenga ad erigere una fortificazione - denominata castrum Cuculariae nei documenti del medioevo - quale avamposto contro la dominazione dei Clavesana nella valle; del castello albenganese restano alcuni ruderi. Nel borgo, inoltre, insistono altre case-torri d'epoca medievale.

## Società

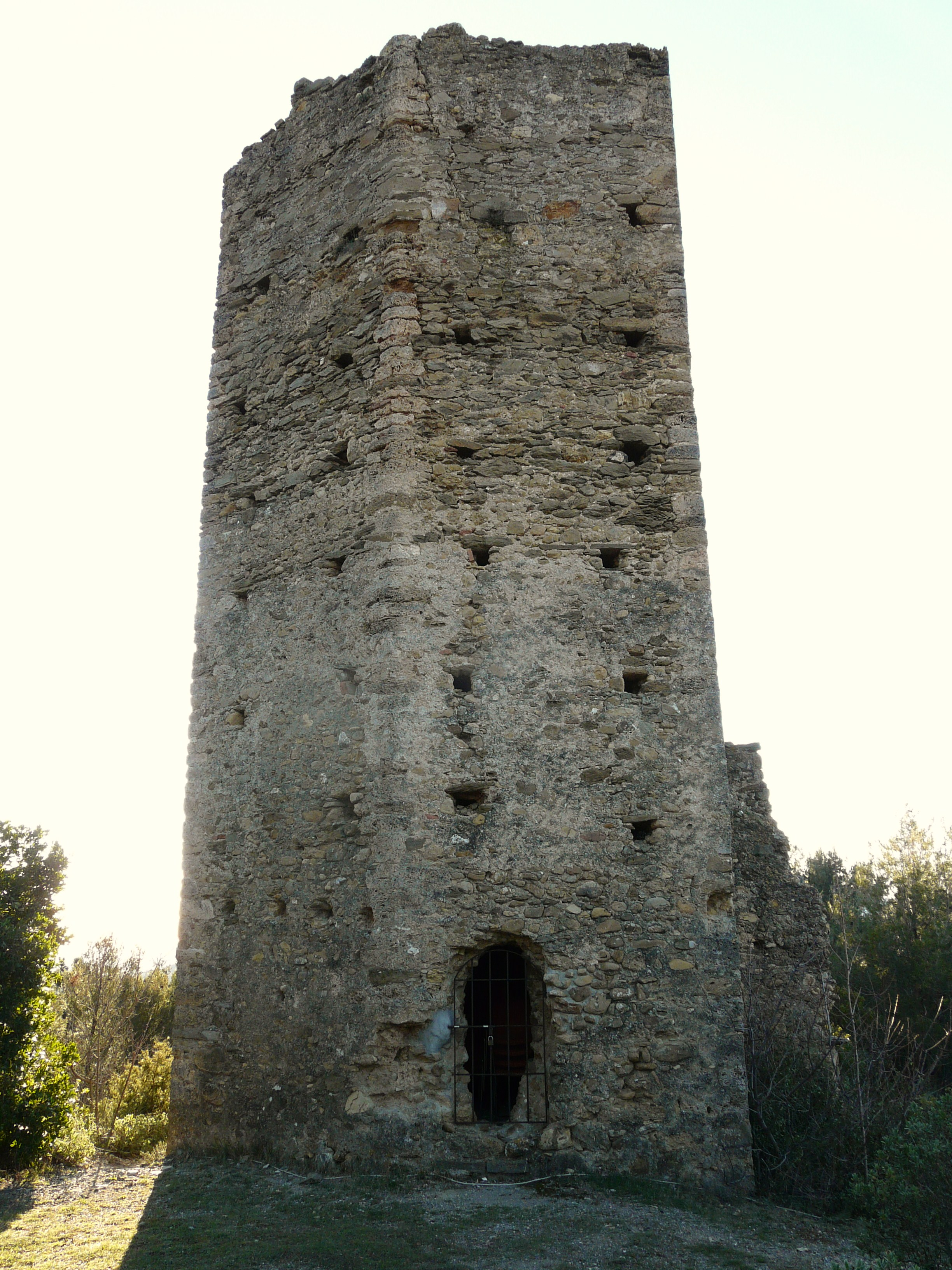
La torre

### Evoluzione demografica
Abitanti censiti

### Etnie e minoranze straniere
Secondo i dati Istat al 31 dicembre 2020, i cittadini stranieri residenti a Vendone sono 19

## Geografia antropica
Oltre al capoluogo comunale è costituito dalle frazioni di Borgo, Cantone, Castellaro, Celsa, Crosa, Curenna, Leuso, Vallone e Villa e dalle località di Barbigione, Le Torri e Migliarina per una superficie di 9,92 km².
Confina a nord con il comune di Castelbianco, a sud con Ortovero, ad ovest con Onzo, ad est con Arnasco.

## Economia

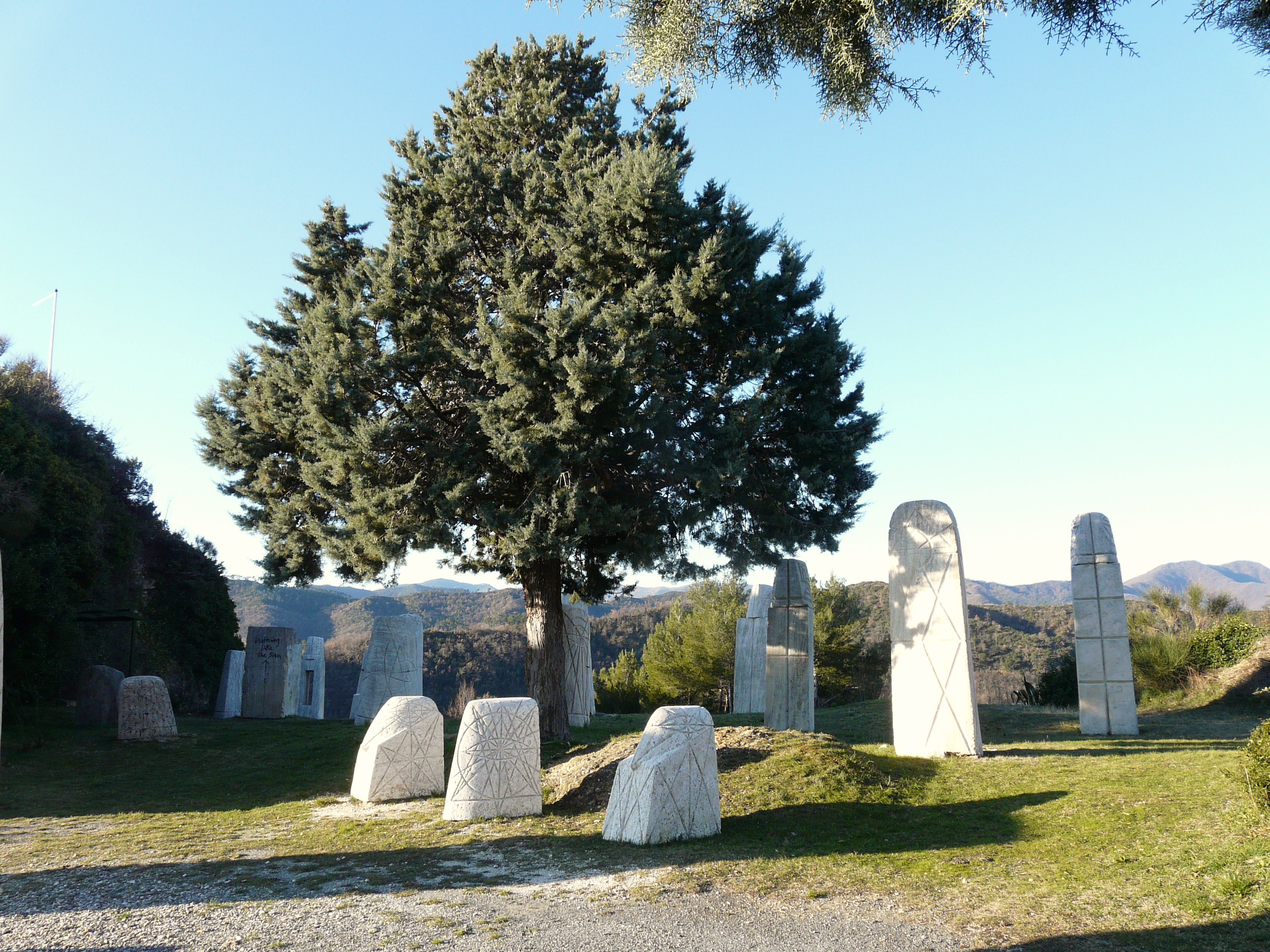
Le sculture

Basa la sua principale risorsa economica sull'attività agricola con una buona produzione di olio extravergine di oliva e vini tipici della Riviera di Ponente. Alla coltivazione e produzione di prodotti quali ortaggi e castagne, tra queste le varietà roscetta e gabbiana, è affiancata l'attività legata all'allevamento del bestiame.

## Infrastrutture e trasporti

### Strade
Il territorio di Vendone è attraversato principalmente dalla strada provinciale 35 che permette il collegamento con Arnasco, ad est, e con Onzo ad ovest.

## Amministrazione

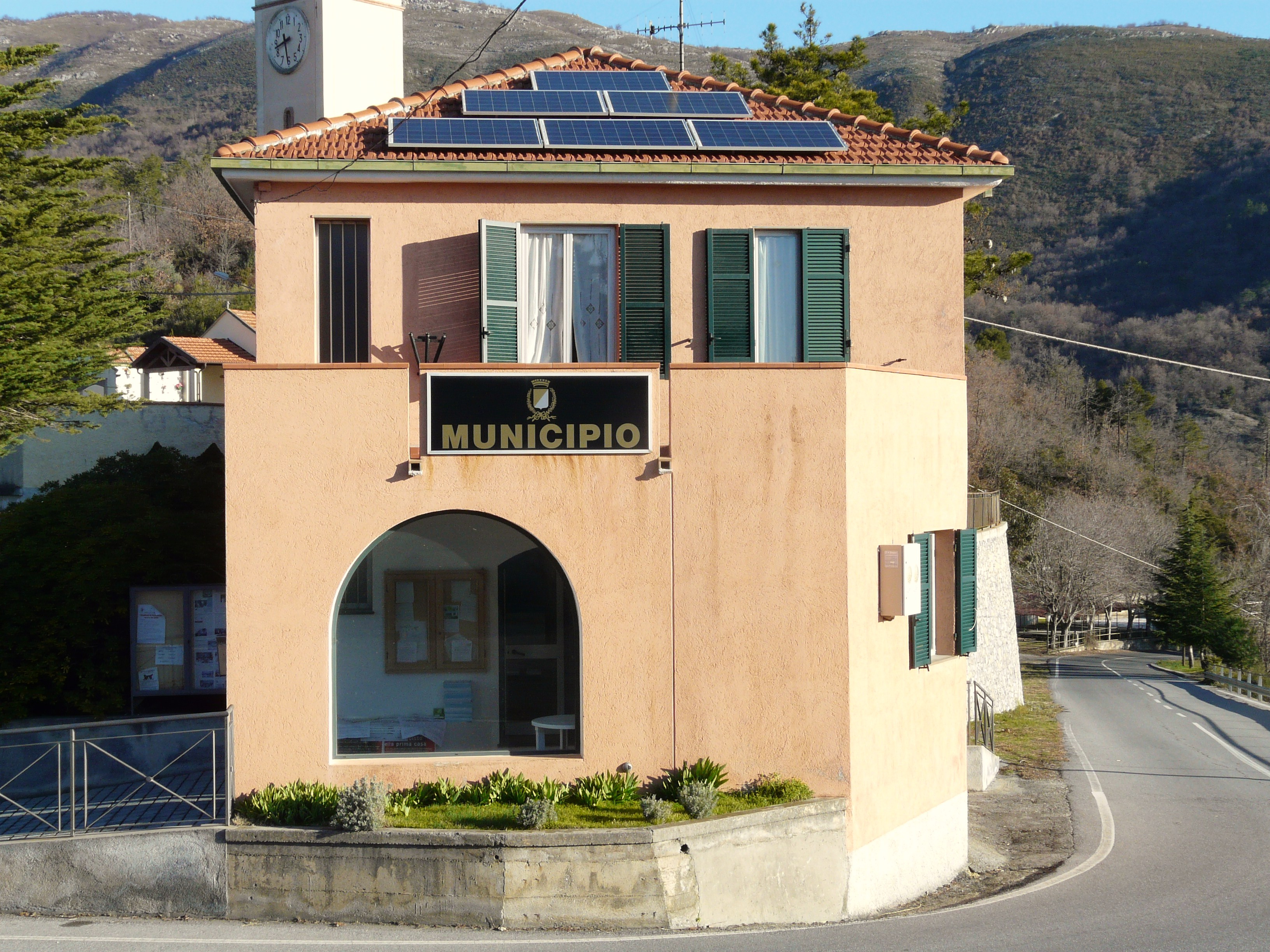
Il municipio

| Periodo        | Periodo        | Primo cittadino | Partito                            | Carica  | Note   |
| -------------- | -------------- | --------------- | ---------------------------------- | ------- | ------ |
| 19 giugno 1985 | 1º giugno 1990 | Pietro Revetria | Partito Socialista Italiano        | Sindaco |        |
| 1º giugno 1990 | 24 aprile 1995 | Pietro Revetria | lista civica                       | Sindaco |        |
| 24 aprile 1995 | 14 giugno 1999 | Carluccio Vio   | lista civica                       | Sindaco |        |
| 14 giugno 1999 | 14 giugno 2004 | Lorenzo Revello | lista civica                       | Sindaco |        |
| 14 giugno 2004 | 8 giugno 2009  | Lorenzo Revello | lista civica                       | Sindaco |        |
| 8 giugno 2009  | 26 maggio 2014 | Patrizia Losno  | Insieme per Vendone (lista civica) | Sindaco |        |
| 26 maggio 2014 | 27 maggio 2019 | Pietro Revetria | Vivere Vendone (lista civica)      | Sindaco | [ 14 ] |
| 27 maggio 2019 | 10 giugno 2024 | Sabrina Losno   | Vendone nel cuore (lista civica)   | Sindaco |        |
| 10 giugno 2024 | in carica      | Sabrina Losno   | Vendone nel cuore (lista civica)   | Sindaco |        |